# ルワンダの国章
ルワンダの国章（ルワンダのこくしょう）は、新しいルワンダの国旗に配色を合わせるため、2001年に変更された。上のリボンの中には、「ルワンダ共和国」という言葉が、下のリボンの中には、国の標語である「統一、労働、愛国心」という言葉がそれぞれルワンダ語で書かれている。中央には伝統的な道具が歯車の上に乗って、全体を結ばれた紐が囲んでいる。
かつての国章は1960年代に作られ、緑、黄色、赤の配色で、平和、将来の発展への希望、人々を象徴していた。ルワンダの国章と国旗はルワンダ紛争を連想させるため、2001年に変更された。

ルアンダ＝ウルンディの国章（1922年から1959年まで）
ルワンダ王国の国章（1959年から1962年まで）
1962年から2001年までの国章